# Oliheň obecná
Oliheň obecná nebo oliheň evropská (Loligo vulgaris) je druh hlavonožce, který obývá kontinentální šelf do hloubky okolo 500 metrů. Vyskytuje se ve Středozemním moři včetně jeho okrajových moří a v západní části Atlantiku od Severního moře po Guinejský záliv (u pobřeží jižní Afriky žije Loligo reynaudi, o níž se vedou spory, zda je poddruhem olihně obecné nebo samostatným druhem).
Dorůstá délky až 50 cm (z toho 40 cm připadá na plášť) a může vážit až 1,5 kg. Většina ulovených jedinců však bývá zhruba poloviční, přičemž samci bývají větší než samice. Tělo má hydrodynamický tvar a světle šedou barvu, kterou může pomocí chromatoforů měnit do červena. Oliheň obecná má deset nezatažitelných ramen, z nichž dvě jsou prodloužena a slouží k lovu, její schránka je redukována na tzv. chitinové pero.
Je převážně demersálním druhem, avšak podniká sezonní migrace ve velkých hejnech, při nichž plave pomocí trojúhelníkových ploutví v zadní části těla nebo vypouštěním vody z dýchací dutiny. V ohrožení může vypustit oblak modročerného inkoustu, který zmate protivníka a umožní olihni uniknout. Vajíčka jsou slepena do rosolovité trubice. Dožívá se věku až tři a půl let. Potravou olihní jsou ryby, korýši a mnohoštětinatci, běžně se vyskytuje kanibalismus. Jsou loveny žraloky a delfíny.
Olihně jsou vyhledávanou kulinářskou specialitou: zbaví se zobáku, vnitřností a pera, plášť se nakrájí na kroužky známé pod obchodním názvem „kalamáry“ a osmaží, u větších jedinců se ponechá vcelku, naplní nádivkou a dusí nebo zapéká. Často se k olihním podává tmavá omáčka připravená z jejich inkoustu.

## Rybolov
Oliheň evropská je komerčně cenný druh. Po celý rok se loví při vícedruhovém rybolovu vlečnými sítěmi a sezónně při drobném a rekreačním rybolovu s různými druhy nářadí.
V Jaderském moři se celkový roční úlovek druhu pohybuje kolem 1 000 až 1 500 tun. Toto číslo je velmi proměnlivé a pravděpodobně souvisí s ročním reprodukčním cyklem, který je typický pro mnoho hlavonožců.[zdroj?]